# Dirceu Vegini
Dirceu Vegini (* 14. April 1952 in Massaranduba, Santa Catarina, Brasilien; † 29. September 2018 in Foz do Iguaçu, Paraná) war ein brasilianischer Geistlicher und römisch-katholischer Bischof von Foz do Iguaçu.

## Leben
Dirceu Vegini studierte von 1979 bis 1982 Theologie an der Päpstlichen Universität Gregoriana in Rom und lebte im Päpstlichen Brasilianischen Pius-Kolleg. Am 21. Januar 1984 empfing er durch den Bischof von Apucarana, Domingos Gabriel Wisniewski CM, das Sakrament der Priesterweihe. Nach seelsorgerischer Tätigkeit war er unter anderem als Direktor von Rádio Colorado und Präsident des Gemeinschaftsverbandes für Kommunikation und Kultur von Colorado, insbesondere für Rádio Comunitária - Auxiliadora FM 104,9 tätig.
Am 15. März 2006 ernannte ihn Papst Benedikt XVI. zum Titularbischof von Putia in Byzacena und bestellte ihn zum Weihbischof in Curitiba. Der emeritierte Bischof von Apucarana, Domingos Gabriel Wisniewski CM, spendete ihm am 2. Juni desselben Jahres die Bischofsweihe; Mitkonsekratoren waren der Bischof von Apucarana, Luiz Vicente Bernetti OAD, und der Erzbischof von Curitiba, Moacyr José Vitti CSS. Am 20. Oktober 2010 ernannte ihn Benedikt XVI. zum Bischof von Foz do Iguaçu.